# Álvaro Rodríguez (Fußballspieler, 2004)
Álvaro Daniel Rodríguez Muñoz (* 14. Juli 2004 in Palamós, Katalonien) ist ein uruguayisch-spanischer Fußballspieler, der aktuell im Kader des FC Elche steht. Er wird meistens im Sturm eingesetzt.

## Karriere

### Verein
Álvaro Rodríguez begann seine Fußballlaufbahn in seiner Geburtsstadt Palamós bei Global Palamós CF. Im Alter von zehn Jahren wechselte er in die Provinzhauptstadt zu CEF Gironès-Sàbat und später zum FC Girona, wo er fünf Spielzeiten verbringen sollte. Im Alter von 16 Jahren unterschrieb er für Real Madrid, wo er zunächst für die U-17-Mannschaft (Juvenil C) auflief. Am 24. Oktober 2021 feierte er sein Debüt für Real Madrid Castilla, der Zweitmannschaft des Klubs, die in der Primera Federación vertreten war. In jeder Spielzeit brachte er es auf 17 Einsätze und vier Tore für die B-Mannschaft der Königlichen, lief jedoch parallel dazu auch für die U-19 (Juvenil A) auf, mit der er unter anderem an der UEFA Youth League teilnahm. Am 3. Januar 2023 debütierte Álvaro Rodríguez in der dritten Runde der Copa del Rey gegen CP Cacereño in der A-Mannschaft von Real Madrid und wenig später, am 18. Februar dieses Jahres, folgte in einem Spiel gegen CA Osasuna sein erster Einsatz in der Meisterschaft.

### Nationalmannschaft
Álvaro Rodríguez besitzt aufgrund seiner Herkunft sowohl die spanische als auch die uruguayische Staatsangehörigkeit. Zunächst debütierte er im Februar 2022 in der spanischen U-18-Nationalmannschaft, mit der er im Juni dieses Jahres am Fußballwettbewerb der Mittelmeerspiele teilnahm. Wenig später teilte er dem Spanischen Verband seinen Entschluss mit künftig für Uruguay spielen zu wollen.
Mit der uruguayischen U-20-Nationalmannschaft nahm Álvaro Rodríguez an der Südamerikameisterschaft 2023 teil und überzeugte mit fünf Toren in sieben Einsätzen, darunter einem Hattrick im Gruppenspiel gegen Bolivien. Sein Nationalteam beendete das Turnier auf dem zweiten Platz.

## Titel
- Spanischer Meister: 2024
- Spanischer Pokalsieger: 2023

## Familie
Álvaro Rodríguez ist Sohn des ehemaligen uruguayischen Nationalspielers Daniel Rodríguez, besser bekannt als Coquito, und einer spanischen Mutter. Sein Großonkel Climaco Rodríguez war ebenfalls Fußballprofi und uruguayischer Nationalspieler.